# デジタルQ
デジタルQ（デジタルキュー）は、NHK総合テレビジョンで2008年4月6日から2011年7月24日まで放送された、3分間のデジタル放送関連番組。

## 概要
この番組は、NHK東京の地上デジタル放送推進大使が進行役となり、デジタル放送受信へ転換するにあたって視聴者が不安に思っていることなどについて分かりやすく解説するという点が共通する。しかし、人事異動による大使交代などで途中から演出はがらりと変わった。
なお、年度中のバックナンバーについては、「NHKデジタル」サイトで公開されている。

### 2008・2009年度
『デジタル放送なんでも相談室』を衣替えしてスタート。当初は東京地区大使の島津有理子（当時）とキャン×キャンの3人で進められ、2009年度に瀬川瑛子が加わった。
内容はデジタルテレビジョン放送に関する様々な疑問点を島津扮する“デジタル天使”が解説するという点では一致しているが、そこに至るまでのコント部分が異なっている。本編での島津のコスチュームは襟にフリルのついた真っ白なワンピースで、袖はシースルー（通常は肘のあたりまで、冬季は長袖）で裸足。背中には羽をつけている。また、このコスプレは2008年の『NHKニュースおはよう日本』の特番で一時的に登場している。手にはUHFアンテナを模した杖を持っており、2008年度のイントロではこれを振って降り注ぐ無数の光の粒とともに魔法で消える。また、この時は同じ色の長袖のブラウスに長いスカートという姿だった。
- 2008年度はキャン×キャンが「電波一家」の様々な家族に扮して疑問を呈し、それを島津“天使”がひとりで解決。島津は最後に消えてしまうが、その瞬間はほぼカットされている。登場時の決め台詞は「デジタル天使にお任せよ!」。

#### 2008年度の登場人物
デジタル天使
演:島津有理子
美しい天使の女性。常に敬語で話す。デジタルテレビジョン放送に詳しく、魔法を操りさまざまな指南を行う。
タマキ
演:玉城俊幸
電波一家の一人。
ハマー
演:長浜之人
タマキの友達。
- 2009年度は瀬川が一般視聴者代表となり、キャン×キャンは“見習い天使”に。見習い天使から瀬川に質問がぶつけられ、瀬川が回答に窮しているところへ“天使団”が現れて説明する方法に変わった。また、島津が最後に消えなくなり、登場したら最後まで部屋にいる他、天使らしく長浜の通称が「ハマー」から「ユッキー」に変わった。キャン×キャンの服装は白いベレー帽と青い長袖シャツに金銀の長ズボンで、襟元に羽の飾りがある。また、島津と区別するためか2人とも白い靴下を履いている。島津は「デジタル天使にお任せよ!」を言わなくなった。

なお、セットは共通であった。

### 2010年度
島津が有働由美子に代わってアメリカ総局特派員となったことから、東京地区の地デジ大使が鈴木奈穂子に交代。これに伴い、瀬川だけを残し出演者・演出を全面変更した。
かつて『おかあさんといっしょ』体操のお兄さんだった佐藤弘道がその役で新たに加わった。場所設定も“デジタルジム”という名のスポーツジムに変わり、鈴木は“デジタルコーチ”という肩書で登場、瀬川と佐藤にデジタル放送についてコーチングするという形式になった。

### 2011年度
2011年度は、東日本大震災の影響により先送りされた岩手・宮城・福島を除き最終年度にあたったことから、そのことを意識した内容に変わった。当然、3県では震災関連情報などに差し替えられた。
鈴木の役割は“デジタルガイド”に変わり、ルー大柴らを異空間に誘いデジタル放送に関していろいろと指南する形式となった。

## 放送時間
内容は隔週更新。
総合テレビ
- 本放送 日曜 6:50 - 6:53
- 再放送 木曜 1:25 - 1:28（水曜深夜、2010年度から）、金曜 15:12 - 15:15
  - なお、放送時間は決まっていないが、『歌うコンシェルジュ』内で不定期に放送された。

BS2（2010年度まで）
- 日曜 12:10 - 12:13

## 出演者
| 年度 | 地デジ大使 | その他        | その他   |
| ---- | ---------- | ------------- | -------- |
| 2008 | 島津有理子 | キャン×キャン |          |
| 2009 | 島津有理子 | キャン×キャン | 瀬川瑛子 |
| 2010 | 鈴木奈穂子 | 佐藤弘道      | 瀬川瑛子 |
| 2011 | 鈴木奈穂子 | ルー大柴      | 光浦靖子 |

## 各地のデジタル大使
鈴木奈穂子はあくまでも東京地区限定大使であるため、便宜上全国放送に出演しているだけであり、またこの番組はたった3分だけなので、より深い説明を行おうにも限界があった。このため、全国各局で地デジ大使が活動しそれぞれの地域番組においてより深く説明を行っていた。番組終了時点でその役割を全うした大使は以下の通りで、※印は各局の契約キャスター、★はスポットCM出演のタレント。
なお、原則として完全地デジ化により皆お役御免。
- 北海道7局統一[2] 池田耕一郎/森田美由紀（東京）ほか
- 仙台 谷地健吾
- 秋田 鈴木貴彦
- 山形 山田朋生
- 盛岡 酒匂飛翔
- 福島 合原明子
- 青森 打越裕樹
- 長野 工藤紋子※
- 新潟 小正裕佳子
- 甲府 中沢圭吾
- 横浜 小村弥生※
- 水戸 倉持彩花※/ぴっぴーと仲間たち（局キャラクター）★
- 名古屋 杉浦友紀
- 金沢 片山千恵子/ことじろう（局キャラクター）★
- 静岡 光部杏里※
- 福井 鈴木愛悠※
- 富山 深川仁志
- 岐阜 有田早紀※

- 大阪 荒木美和（“TEAM2011”）
- 神戸 小西政親（完デジマン）
- 広島 高山哲哉
- 岡山 魚住優
- 松江 不在
- 鳥取 佐藤俊吉
- 山口 牛田茉友/山本譲二★
- 松山 塚原愛/友近★
- 高知 久下真以子※
- 徳島 佐々木彩
- 高松 島麻希子※
- 福岡 三輪秀香/ギンギラ太陽'S★
- 北九州 安部敏恵※/草刈正雄★
- 熊本 池田伸子
- 長崎 不在
- 鹿児島 東條智子※
- 宮崎 塩田慎二
- 大分 黒田信哉
- 佐賀 平田理絵※
- 沖縄 屋良歩※

### 補足事項
- 関東・関西については、ほとんどの期間拠点局の大使が業務を兼任。
- 北海道地区では池田の前任・出田奈々が前任地・山口から引き続きとなる地デジ大使就任後、2009年5月30日午前、『NHKアーカイブス』と『新日本紀行ふたたび』を休止してこの番組のフォーマットを踏襲した『まるごと体感!デジタルライフ』を道内向けに放送した。共演は『ネットワークニュース北海道』リポーターでもある俳優・岩尾亮と、お笑いコンビ・モリマン。
- 徳島県では関西の広域圏民放に依存する特殊事情故の対策が必要とされていることから、佐々木主演による5分ミニ番組を2本制作し、随時放送。
- ほかに各局も、それぞれミニ番組やスポットを制作して、各地域の事情に応じた広報活動を行った。
- 福岡県など一部では、アナログ放送限定のスポット放送を2010年に先行して始めていた。アナログ放送視聴者に早期移行を呼び掛け、必要な措置についても要点を解説。この種類のスポットは鈴木も出演した『全国一斉地デジ化テスト』放送以降は放送回数が順次増加。2011年に入ってからは鈴木出演の全国版も登場。
- 森田美由紀は道産子であることから、東京転勤後も高齢者対策用に収録されたスポットが引き続き地元で放送された。